# Niedereschach
Niedereschach es un municipio alemán en el distrito de Selva Negra-Baar, Baden-Wurtemberg. Barrios son Fischbach, Kappel y Schabenhausen. Está ubicado en el valle del río Eschach en el margen oriental de la Selva Negra.

## Blasón
Descripción: En azul, un pez plateado, y sobre este una rama de fresno dorada con cinco hojas.

## Geografía

### Localización geográfica
Niedereschach está ubicado en el valle del río Eschach, en el margen oriental de la Selva Negra entre 620 y 720 metros de altitud entre las ciudades de Villingen-Schwenningen y Rottweil.

### Municipios cercanos
Por el norte hace frontera con el municipio de Zimmern ob Rottweil y al este con Deißlingen, ambos pertenecientes al distrito de Rottweil; por el sur con Dauchingen y Villingen-Schwenningen y por el oeste con Königsfeld im Schwarzwald, del distrito de Selva Negra-Baar. En los alrededores se encuentran también Fischbach, Kappel y Schabenhausen.

## Historia
Niedereschach fue citada por primera vez en el año 1086. A lo largo de su historia, Niedereschach ha sido propiedad del monasterio de Gengenbach, de St. Georgen y de la ciudad libre de Rottweil. En 1805, este pueblo pasó a formar parte de Wurtemberg y, en 1810, se unió a Baden.
Además, en la montaña entre los municipios Fischbach y Schabenhausen se encontraba hasta la Edad Media el castillo Granegg. La calle Graneggstraße tiene este nombre en honor a dicho castillo.

## Política
El municipio pertenece a la asociación de municipios Villingen-Schwenningen.

### Ayuntamiento
El concejo está compuesto por los concejales electos de honor y el alcalde como presidente. El alcalde tiene derecho a voto en el concejo municipal.
En las elecciones municipales, celebradas el 25 de mayo de 2014 y con una participación del 52,1 % (en 2009: 54,4 %) se obtuvo el siguiente resultado.
1. CDU (Unión Demócrata Cristiana) 48,8 %, 9 escaños (en 2009: 46,6 %, 7 escaños).
2. FWV (Electores Libres) 41,2 %, 6 escaños (en 2009: 27,7 %, 4 escaños).
3. Lista electoral de Niedereschach por la participación del pueblo y la protección del medio ambiente 0 %, 0 escaños (en 2009: 16,5 %, 2 escaños).
4. SPD (Partido Socialdemócrata de Alemania) 0 %, 0 escaños (en 2009: 9,3 %, 1 escaño).

### División del municipio
El municipio de Niedereschach incluye no solo la propia ciudad, sino también otros 3 distritos y 33 pueblos, aldeas, granjas y casas.
| Barrio        | Blasón | Incorporación municipal | Nº de habitantes |
| ------------- | ------ | ----------------------- | ---------------- |
| Fischbach     |        | 1 de julio de 1974      | 1 155            |
| Kappel        |        | 1 de enero de 1974      | 978              |
| Schabenhausen |        | 1 de diciembre de 1971  | 552              |

Dentro de los límites anteriores a la reforma municipal de los años setenta, pertenecían al municipio de Niederschach: el pueblo de Niederschach, los territorios de Klosterhof (anteriormente Seyhof) y Mühle y las casas de Am Eichenberg, An der Schabenhäuserhalde, Bubenholz, Ebersteinerhof, Oberer Vogelsang, Pulvermühle, el castillo de Graneck y Vogelsang.

### Ciudades hermanas
Desde 2002, Niedereschach mantiene una relación de hermanamiento con el municipio español de Arzúa.

## Monumentos y lugares de interés
El municipio se encuentra en la ruta turística del Deutsche Uhrenstraße o Ruta alemana de los relojes, la vía romana Neckar-Alb-Aare y la ruta de senderismo Schwarzwald-Querweg Rottweil–Lahr, las cuales atraviesan varios lugares de interés turístico.
De Fischbach-Sinkingen parte un sendero que conduce a una de las edificaciones romanas más extraordinarias del suroeste del país. En el punto más elevado de una alargada cresta situada entre dos valles fluviales se encuentra la Villa rustica, una imponente construcción con muros de un metro de grosor, rodeada por dos grandes áreas de cultivo dispuestas simétricamente y de igual tamaño.

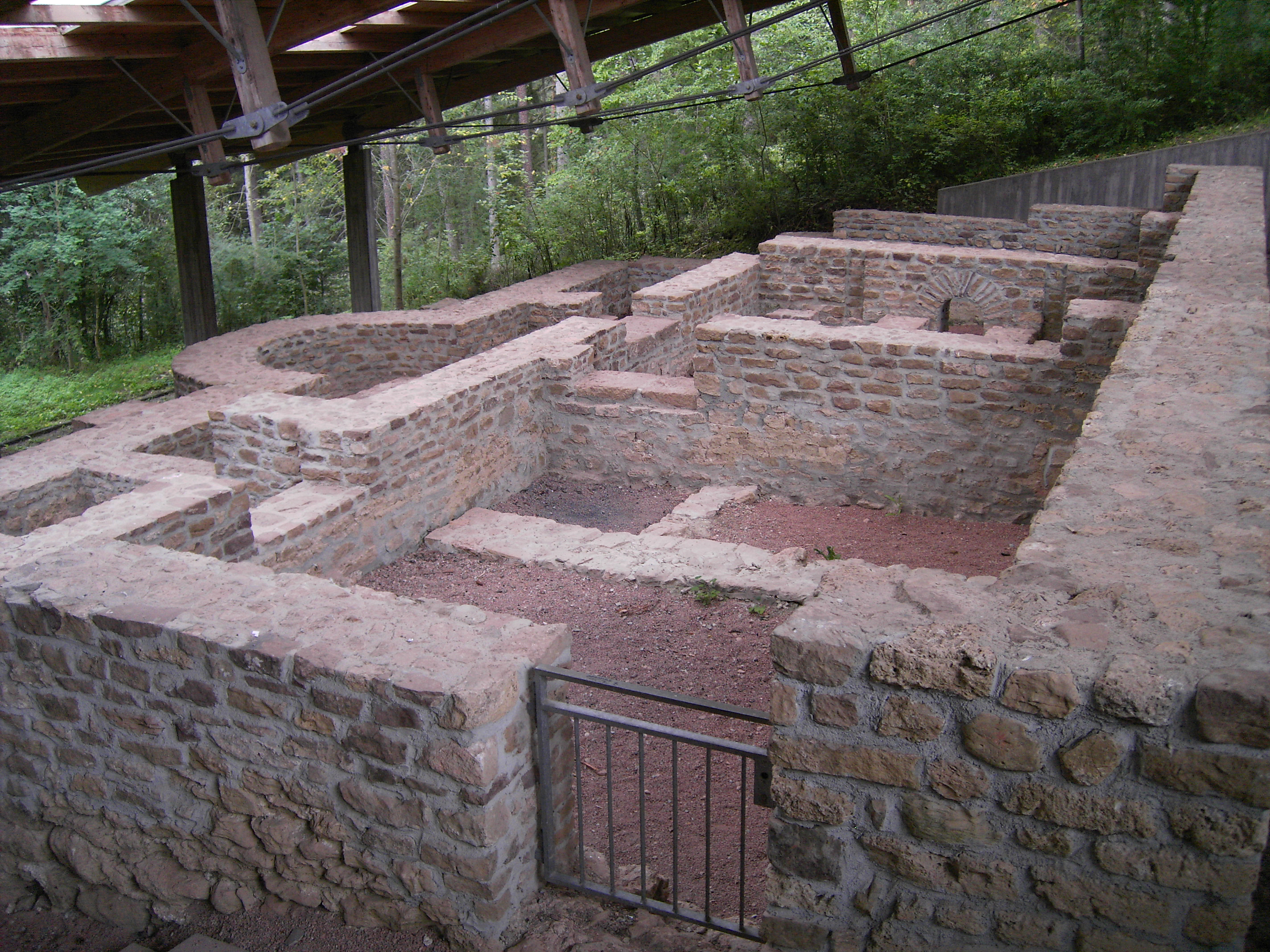
Baños de la villa romana

A poca distancia hacia el sur, bajo la villa, y en una pendiente escarpada, se hallan unas termas de excepcionales dimensiones en muy buen estado de conservación, muestra evidente del lujo y la riqueza de su antiguo propietario, Lucius Marius Victor. Dichas termas cuentan con dos sistemas aislados de calefacción, bañeras, una refinada letrina y una gran terraza que se orienta hacia el sur. Otras construcciones residenciales aún por excavar y que cuentan con lujosas paredes en pendiente dejan entrever las dimensiones del conjunto. El camino y cada una de las construcciones se encuentran bien señalizados.

### Parques
En el barrio de Kappel se encuentra una pequeña zona ajardinada con granja escuela.

### Minas de Schauberg
En los barrios de Niedereschach se pueden visitar dos minas de la Edad Media: en Kappel la galería Karl im Mailänder y en Schabenhausen la galería Otto am Kohlerberg.

## Economía e infraestructuras
El municipio de Niedereschach destaca por su excelente economía e infraestructuras en comparación con otros municipios de los alrededores, lo que es reconocible en la gran zona industrial al este del municipio, tanto por su buena conexión en dirección a Stuttgart y Singen, como hacia Offenburg. El municipio dispone de dos bancos, dos hospitales generales, dos dentistas, un centro de fisioterapeuta, una droguería, dos supermercados, varias panaderías y carnicerías, dos parroquias, cuatro guarderías y un grupo de apoyo a la lactancia materna. 

### Transporte
Verkehrsverbund Schwarzwald-Baar se encarga del transporte público en Niedereschach.

### Empresas locales
- Touratech AG, fabricante de accesorios de motocicletas alemán con sede en Niedereschach.

### Educación
En Niedereschach hay un centro de educación primaria y secundaria basado en el Werkrealschule (tipo de sistema educativo de Baden-Wurtemberg), al igual que en Fischbach. Kappel dispone de una escuela primaria propia.

## Personalidades

### Personalidades destacadas de Niedereschach
- Fridolin Leiber (1853–1912), pintor.
- Franz-Josef Kaiser (1901–1967), empresario y fabricante de la industria relojera de la Selva Negra.
- Wolfgang Jäger (1940), politólogo, exrector de la Universidad de Friburgo.

### Otras personalidades
- Otto Sieber (1944), alcalde de Niedereschach de 1970 a 2015[6]
- Christoph Sieber (1970), humorista criado en Niedereschach.